# Wyżnia Turnia nad Maszynką

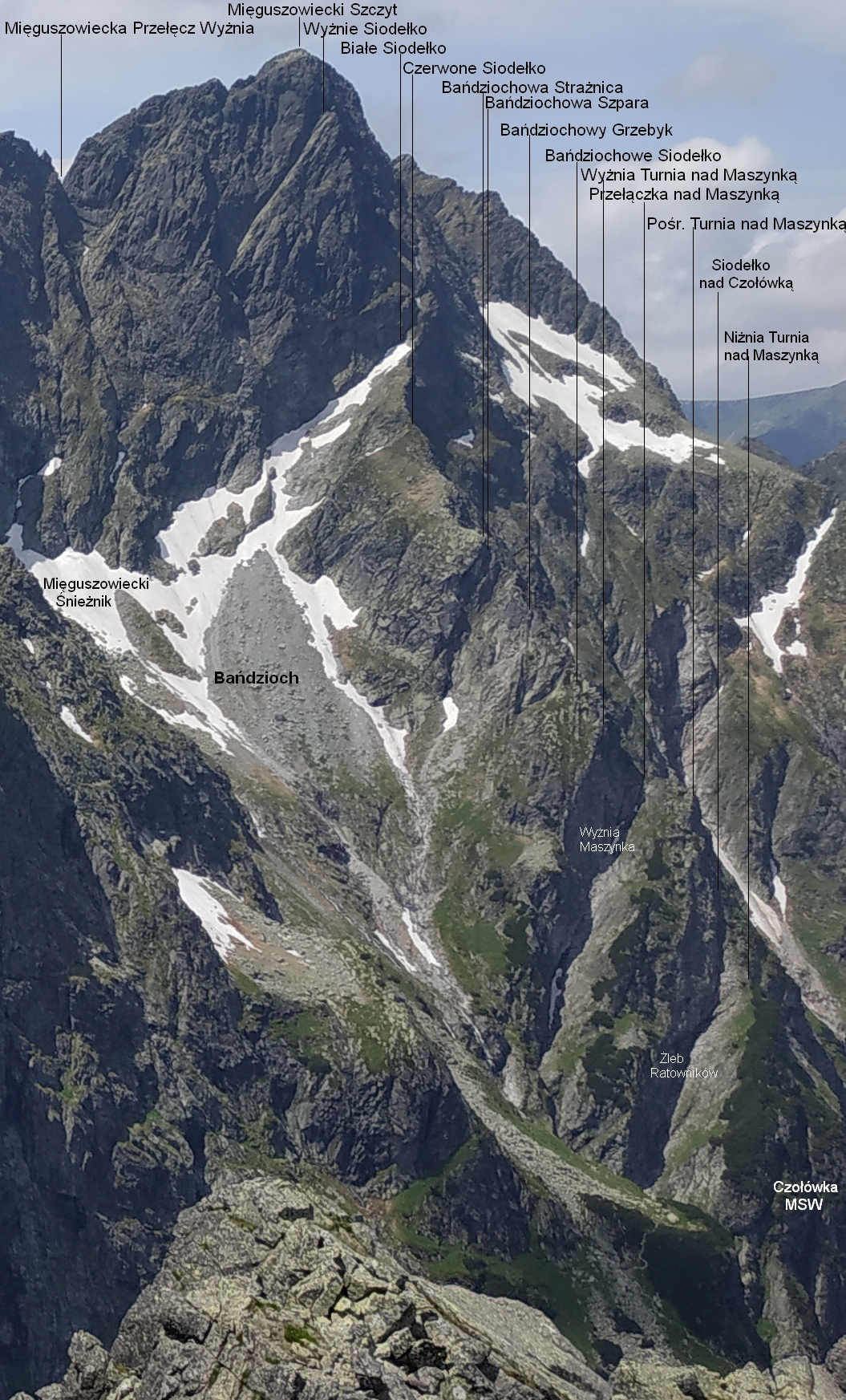

Wyżnia Turnia nad Maszynką (ok. 1960 m n.p.m.) – w widoku od północy podobne do turni wzniesienie w środkowej części Mięguszowieckiego Filara w Tatrach Polskich. Nad położonym po jego południowo-zachodniej stronie Bańdziochowym Siodełkiem wznosi się tylko 1 m, natomiast na północny wschód na Przełączkę nad Maszynką opada stromym i skalistym uskokiem o wysokości około 50 m. Od wierzchołka Turni nad Maszynką na wschód, do kociołka pod Bańdziochem ciągnie się częściowo skaliste, częściowo trawiaste żebro o deniwelacji 230 m. Z orograficznie prawej strony w wielu miejscach jest łatwo dostępne, natomiast na lewą stronę, do Wyżniej Maszynki opada pionową ścianą. W 2001 r. nastąpił w niej potężny obryw.
Autorem nazwy turni jest Władysław Cywiński. Nawiązuje ona do nazwy żlebu Maszynka do Mięsa, nad którym wznosi się dolny, wschodni koniec żebra tej turni.
Od kociołka pod Bańdziochem wschodnim żebrem Turni nad Maszynką do Mięsa na jej szczyt prowadzi droga wspinaczkowa. Czas przejścia 2 godz., IV+ w skali tatrzańskiej. Na żebrze znajdują się uskoki, lity koń skalny, piarżysto-trawiasty taras i 50 metrowej wysokości skalna ściana. Pokonuje się ją wąskim kominkiem i zacięciem w jego przedłużeniu, następnie wąskimi trawkami nad obrywem i trawiastym żlebkiem.